# Francesca Bonnemaison Farriols
Francesca Bonnemaison Farriols (Barcellona, 12 aprile 1872 – Barcellona, 13 ottobre 1949) è stata una bibliotecaria spagnola.

## Biografia
Donna dinamica ispirata nel pensiero femminista di radice cattolica, apre assieme alla Società di Signore Cooperatrici (Junta de Damas Cooperadoras) la Biblioteca Popolare della Donna nel quartiere di San Pietro di Barcellona il 28 marzo 1909. Nella pubblicità si sottolinea il fatto che l'ingresso in biblioteca sia "libero per tutte". È stata la prima biblioteca per donne in Europa che offriva alle lavoratrici l'accesso alla cultura, alla formazione e all'informazione. Si eseguivano lezioni di femminismo, taglio e cucito, cucina, ragioneria, dattilografia, aritmetica, grammatica in varie lingue, tachigrafia ed educazione fisica. È stato un ente creato, gestito e comandato da sole donne. Esso a seguito del grande successo ottenuto, si apre anche alle donne borghesi. Le abilità diplomatiche della fondatrice le permettono di ottenere finanziamenti pubblici per la biblioteca e nel 1922 di aprire la Scuola della Donna (Escuela de la Mujer o Escola de la Dona).
All'inizio della guerra civile, nel 1936, viene esiliata fino alla fine della guerra ma si mantiene in contatto con chi gestisce l'istituto. Accetta poi di vendere l'edificio nel 1941, a condizione che esso sia destinato all'uso originariamente previsto. Muore nel 1949. Le condizioni da lei poste per la cessione dell'edificio che ospitava l'istituto saranno rispettate solo nel nuovo millennio, quando il Centro culturale femminile lì creato le viene intitolato, cosi come altri spazi culturali della città.